# Liste der Klassischen Archäologen an der Christian-Albrechts-Universität zu Kiel
In der Liste der Klassischen Archäologen an der Christian-Albrechts-Universität zu Kiel werden alle Hochschullehrer gesammelt, die an der Christian-Albrechts-Universität zu Kiel lehrten. Das umfasst im Regelfall alle regulären Hochschullehrer, die Vorlesungen halten durften, also habilitiert waren. Namentlich sind das Ordinarien, Außerplanmäßige Professoren, Juniorprofessoren, Gastprofessoren, Honorarprofessoren, Lehrstuhlvertreter und Privatdozenten. Archäologen des Mittelbaus (Dozenten: Assistenten und Mitarbeiter) sind nur in Auswahl berücksichtigt.
Zunächst wurde Archäologie, wie an vielen anderen deutschen Universitäten auch, je nach Interessenlage der Lehrenden im Rahmen der Klassischen Philologie gelehrt. Ein eigener Lehrstuhl wurde 1895 gegründet, erster Ordinarius war Arthur Milchhoefer. Das Institut wurde 2007 zum Teilbereich des Institut für Klassische Altertumskunde.
Eng mit der Geschichte der universitären Lehre ist die Antikensammlung der Hochschule verbunden. 1842 wurde sie zunächst als Abgusssammlung gegründet. Seit 1895 kamen auch Originale aus Altägypten, Zypern, Etrurien, dem antiken Griechenland und dem römischen Reich hinzu. Seit 1921 hat die Sammlung ständiges Domizil in der Kunsthalle zu Kiel. Die Sammlung ist auf antike griechische Keramik spezialisiert, was den Interessen vieler Institutsleiter entsprach. Seit Bruno Sauer 1909 auf den Lehrstuhl berufen wurde, war Kiel über Jahrzehnte von der Schule Heinrich Brunns beeinflusst, was eine starke Ausrichtung zur kunstgeschichtlichen Archäologie bedeutete.
Angegeben ist in der ersten Spalte der Name der Person und ihre Lebensdaten, in der zweiten Spalte wird der Eintritt in die Universität angegeben, in der dritten Spalte das Ausscheiden. Spalte vier nennt die höchste an der Universität zu Kiel erreichte Position. An anderen Universitäten kann der entsprechende Dozent eine noch weitergehende wissenschaftliche Karriere gemacht haben. Die nächste Spalte nennt Besonderheiten, den Werdegang oder andere Angaben in Bezug auf die Universität oder das Institut. In der letzten Spalte werden Bilder der Dozenten gezeigt, was derzeit aufgrund der Bildrechte jedoch schwer ist.
| Wissenschaftler                       | von  | bis  | Funktionen                                 | Bemerkungen | Bild |
| ------------------------------------- | ---- | ---- | ------------------------------------------ | --- | ---- |
| Peter Wilhelm Forchhammer (1801–1894) | 1829 |      | Ordinarius                                 | Altphilologe, der auch Archäologie lehrte; 1842 mit Jahn Begründer der Antikensammlung der Universität                                         |      |
| Otto Jahn (1813–1869)                 | 1840 | 1845 | Außerordentlicher Professor                | zunächst Altphilologe; 1840 Privatdozent, 1842 Außerordentlicher Professor; 1842 mit Forchhammer Begründer der Antikensammlung der Universität |      |
| Eduard Lübbert (1830–1889)            | 1874 | 1881 | Ordinarius                                 | |      |
| Arthur Milchhoefer (1852–1903)        | 1895 | 1903 | Ordinarius                                 | |      |
| Ferdinand Noack (1865–1931)           | 1904 | 1908 | Ordinarius                                 | Legte den Grundstock für eine Lehrsammlung von Originalen                                                                                      |      |
| Bruno Sauer (1861–1919)               | 1909 | 1919 | Ordinarius                                 | |      |
| August Frickenhaus (1882–1925)        | 1920 | 1925 | Ordinarius                                 | |      |
| Eduard Schmidt (1879–1963)            | 1925 | 1946 | Ordinarius                                 | |      |
| Hertha Sauer (1896–1974)              | 1941 | 1952 | wissenschaftliche Hilfskraft (Assistentin) | Tochter von Bruno Sauer |      |
| Roland Hampe (1908–1981)              | 1946 | 1947 | Ordinarius                                 | |      |
| Wilhelm Kraiker (1899–1987)           | 1948 | 1968 | Ordinarius                                 | |      |
| Konrad Schauenburg (1921–2011)        | 1968 | 1990 | Ordinarius                                 | |      |
| Joachim Raeder (* 1951)               | 1985 | 2017 | Akademischer Rat                           | Kustos der Antikensammlung und Wissenschaftlicher Mitarbeiter/Akademischer Rat                                                                 |      |
| Bernhard Schmaltz (* 1941)            | 1990 | 2007 | Ordinarius                                 | |      |
| Magdalene Söldner                     | 1991 | 2001 | Oberassistentin, Privatdozentin            | 1991 Wissenschaftliche Assistentin, 1997 Privatdozentin, 1997 Oberassistentin                                                                  |      |
| Christof Berns (* 1966)               | 2001 | 2011 | Privatdozent                               | 2001 Wissenschaftlicher Assistent, 2006 Privatdozent                                                                                           |      |
| Frank Rumscheid (* 1960)              | 2007 | 2010 | W2-Professor                               | 2007 Professor, Direktor des Bereiches Klassische Archäologie und des Instituts für Altertumskunde, Leiter der Antikensammlung                 |      |
| Konrad Hitzl (1953–2019)              | 2010 | 2019 | Lehrstuhlvertreter, dann Privatdozent      | bis 2012 Lehrstuhlvertretung als apl. Prof. (Tübingen), 2014 umhabilitiert und Lehre als Privatdozent                                          |      |
| Pascal Weitmann (* 1960)              | 2010 |      | Privatdozent                               | |      |
| Annette Haug (* 1977)                 | 2012 |      | W3-Professor                               | |      |
| Martin Tombrägel (* 1975)             | 2015 | 2016 | Wissenschaftlicher Mitarbeiter             | |      |
| Stefan Feuser (* 1977)                | 2016 | 2022 | W2-Professor auf Zeit                      | |      |
| Manuel Flecker (* 1978)               | 2017 | 2023 | Akademischer Rat                           | Kustos der Antikensammlung und Wissenschaftlicher Mitarbeiter/Akademischer Rat                                                                 |      |
| Patric-Alexander Kreuz                | 2018 |      | W2-Professor                               | Professor für Urban Archaeology |      |
| Oliver Pilz (* 1976)                  | 2019 | 2019 | Vertretungsprofessor                       | |      |
| Benjamin Engels (* 1984)              | 2023 |      | Akademischer Rat                           | Kustos der Antikensammlung und Akademischer Rat                                                                                                |      |